# Diecezja bredzka

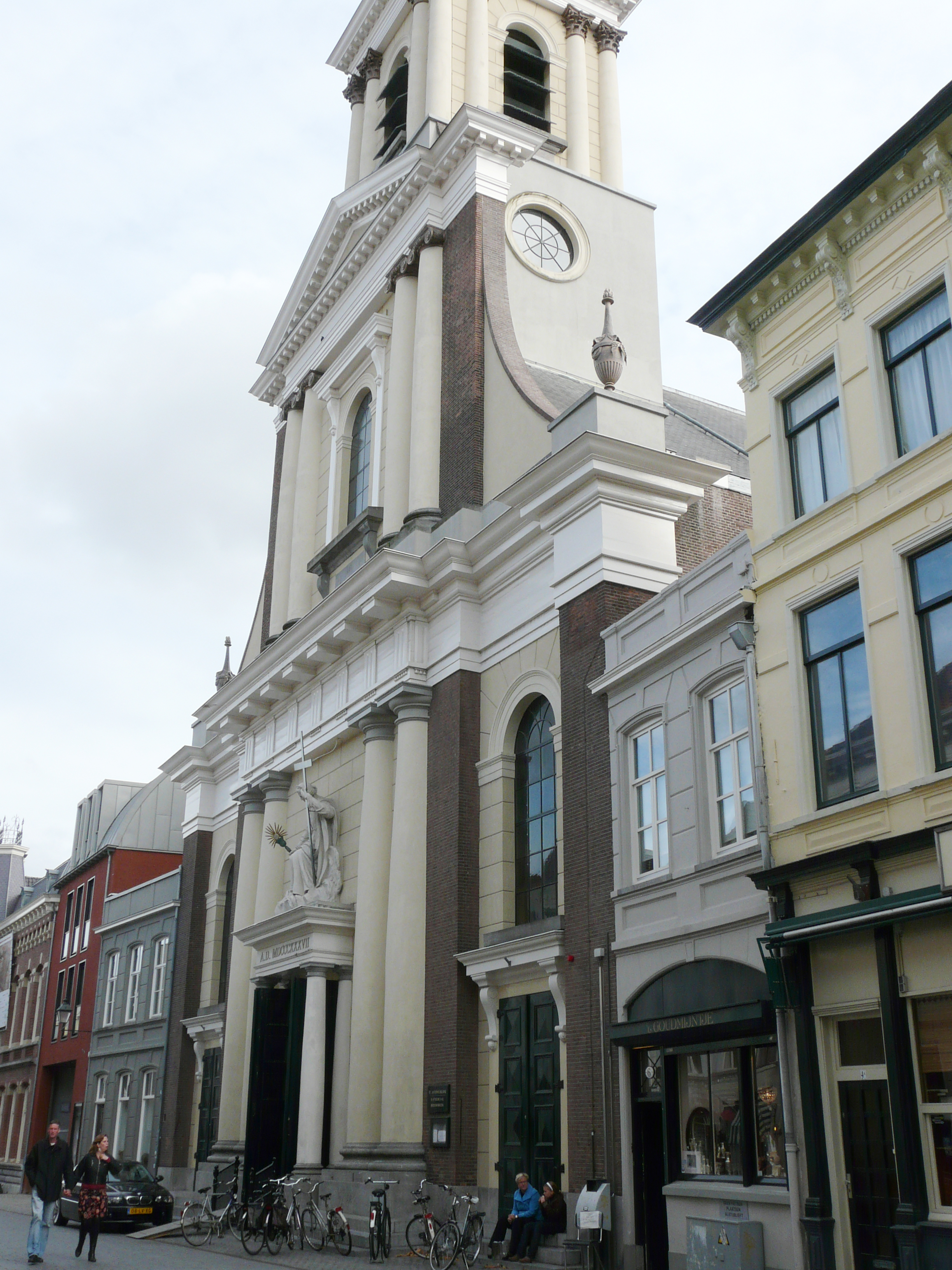
Katedra św. Antoniego w Bredzie

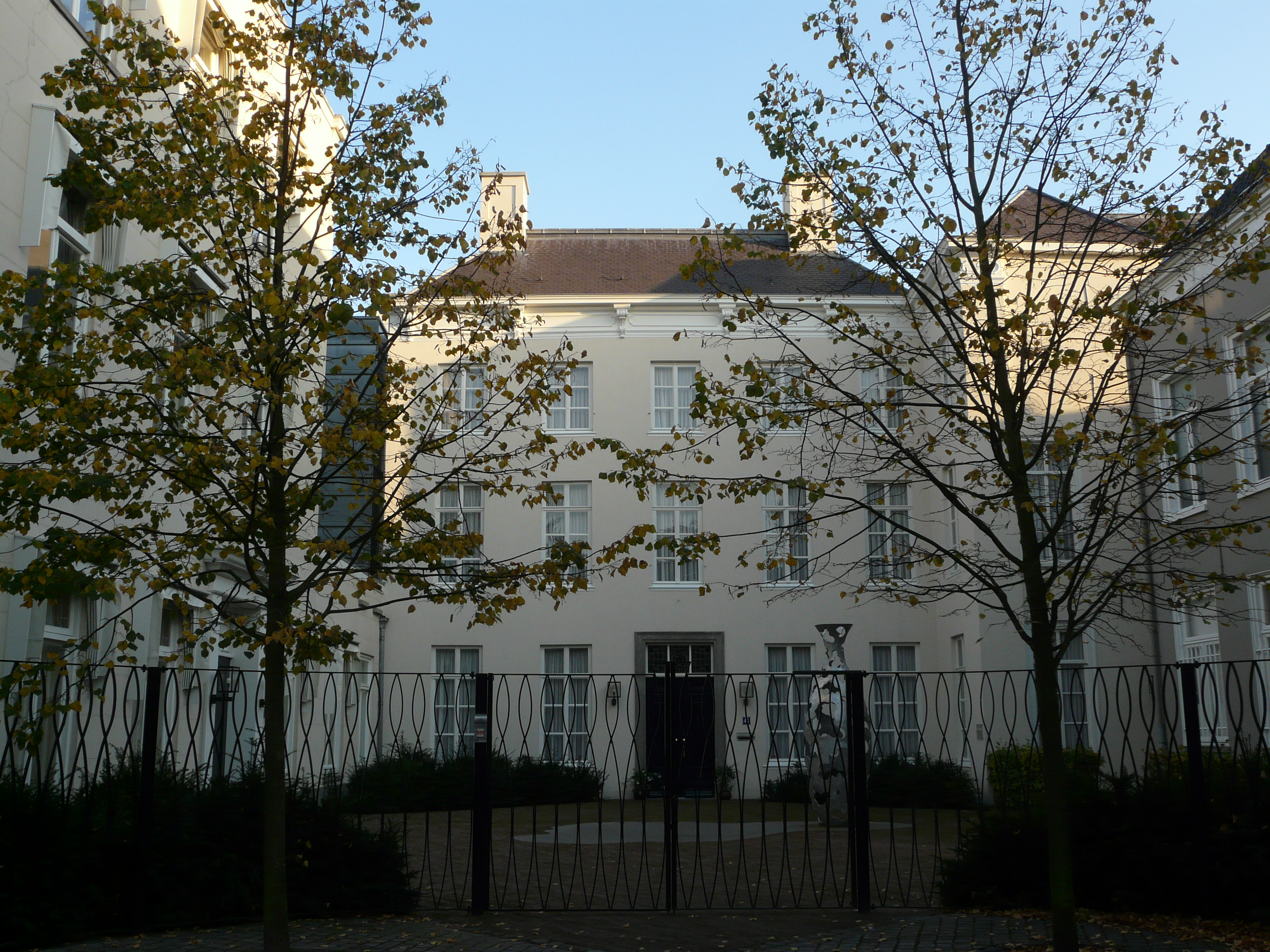
Pałac biskupi w Bredzie

Diecezja Breda (łac.: Dioecesis Bredana, hol.: Bisdom Breda) – katolicka diecezja holenderska położona w południowo-zachodniej części kraju, obejmująca swoim zasięgiem Zelandię i Północną Brabancję. Siedziba biskupa znajduje się w katedrze św. Antoniego w Bredzie.

## Historia
Obecna diecezja bredzka została założona 22 marca 1803 r. jako wikariat apostolski, z  wydzielenia części parafii z wikariatu apostolskiego ’s-Hertogenbosch, który 14 marca 1853 r. decyzją papieża Piusa IX został podniesiony do rangi pełnoprawnej diecezji. W 1936 r. biskupstwo to zostało podporządkowane metropolii utrechckiej.

## Biskupi
- biskup diecezjalny – bp Jan Liesen

## Podział administracyjny
W skład diecezji bredzkiej wchodzi obecnie 99 parafii, zgrupowanych w 3 dekanatach.

## Główne świątynie[2]
- Katedra św. Antoniego w Bredzie
- Bazylika św. Jana Chrzciciela w Oosterhout
- Bazylika św. Willibrorda w Hulst
- Bazylika św. Agaty i św. Barbary w Oudenbosch